# Smučanje prostega sloga na Zimskih olimpijskih igrah 1994
Rezultati smučanja prostega sloga na XVII. zimskih olimpijskih igrah.

## Moški

### Skoki
| Medalja | Tekmovalec                 | Točke  |
| Zlato   | Andreas Schönbächler (ŠVI) | 234,67 |
| Srebro  | Philippe LaRoche (KAN)     | 228,63 |
| Bron    | Lloyd Langlois (KAN)       | 222,44 |

### Grbine
| Medalja | Tekmovalec              | Točke |
| Zlato   | Jean-Luc Brassard (KAN) | 27,24 |
| Srebro  | Sergey Shupletsov (RUS) | 26,90 |
| Bron    | Edgar Grospiron (FRA)   | 26,64 |

## Ženske

### Skoki
| Medalja | Tekmovalka              | Točke  |
| Zlato   | Lina Cheryazova (UZB)   | 166,84 |
| Srebro  | Marie Lindgren (ŠVE)    | 165,88 |
| Bron    | Hilde Synnøve Lid (NOR) | 164,13 |

### Grbine
| Medalja | Tekmovalka                    | Točke |
| Zlato   | Stine Lise Hattestad (NOR)    | 25,97 |
| Srebro  | Elizabeth McIntyre (ZDA)      | 25,89 |
| Bron    | Yelizaveta Kozhevnikova (RUS) | 25,81 |